# Bethel Acres
Bethel Acres – miejscowość w Stanach Zjednoczonych, w stanie Oklahoma, w hrabstwie Ottawa.